# Lefkovicsék gyászolnak
A Lefkovicsék gyászolnak magyar és héber nyelven készült magyar vígjáték. Magyarországon 2024. február 22-én mutatták be a mozikban.
A film a rendező első nagyjátékfilmje.

## Szereplők
- Bezerédi Zoltán – Lefkovics Tamás
- Szabó Kimmel Tamás – Lefkovics Iván
- Máhr Ági – Zsuzsa
- Leo Gagel – Ariel
- Váradi Roland – Feri
- Kardos Róbert – Horwitz rabbi
- Török András – Zsiga
- Tamar Amit-Joseph – Sari
- Lökös Ildikó – Kati néni
- Tímár Éva – Éva néni
- Tallós Rita – Marika
- Kerekes József – bíró
- Elek Ferenc – színész
- Adorjáni Bálint – színész
- Durkó Zoltán – eladó
- Kósa Béla – Péter
- Katz Petra – Orvos
- Kukovecz Ákos – Csibe
- Seffer Tamás Kristóf – Tetovált fiú

## Nézettség, bevétel
A nézettségi adatok szerint 36 739 jegyet adtak el rá, és ezzel az eredménnyel mintegy 77 570 220 Ft bevételt termelt a jegypénztáraknál.

## Díjai
- Magyar Mozgókép Díj 2024
  - Legjobb első film
  - Legjobb férfi főszereplő – Bezerédi Zoltán